# Liste der Bodendenkmäler in Waldthurn
Auf dieser Seite sind die Bodendenkmäler in dem Oberpfälzer Markt Waldthurn zusammengestellt. Diese Tabelle ist eine Teilliste der Liste der Bodendenkmäler in Bayern. Grundlage ist die Bayerische Denkmalliste, die auf Basis des Bayerischen Denkmalschutzgesetzes vom 1. Oktober 1973 erstmals erstellt wurde und seither durch das Bayerische Landesamt für Denkmalpflege geführt wird. Die folgenden Angaben ersetzen nicht die rechtsverbindliche Auskunft der Denkmalschutzbehörde.

## Bodendenkmäler in Waldthurn

### Bodendenkmäler in der Gemarkung Bernrieth
| Lage                 | Objekt | Akten-Nr.     | Bild |
| -------------------- | --- | ------------- | ---- |
| Bernrieth (Standort) | Abgegangene mittelalterliche Kirche mit zugehörigem Ortsfriedhof von Oberbernrieth. | D-3-6340-0056 |      |
| Bernrieth (Standort) | Siedlungen der römischen Kaiserzeit und des frühen Mittelalters, archäologische Befunde des Mittelalters und der frühen Neuzeit im Bereich der Wallfahrtskirche Mariä Heimsuchung in Oberfahrenberg, darunter die Spuren von Vorgängerbauten bzw. älteren Bauphasen. | D-3-6340-0057 |      |

### Bodendenkmäler in der Gemarkung Lennesrieth
| Lage                   | Objekt | Akten-Nr.     | Bild |
| ---------------------- | --- | ------------- | ---- |
| Lennesrieth (Standort) | Archäologische Befunde und Funde im Bereich der katholischen Filialkirche St. Jakob in Lennesrieth, darunter die Spuren von Vorgängerbauten bzw. älteren Bauphasen und der aufgelassene historische Ortsfriedhof. | D-3-6339-0056 |      |
| Lennesrieth (Standort) | Frühneuzeitliche Wüstung Fitzmühle. | D-3-6339-0058 |      |

### Bodendenkmäler in der Gemarkung Waldthurn
| Lage                 | Objekt | Akten-Nr.     | Bild |
| -------------------- | --- | ------------- | ---- |
| Waldthurn (Standort) | Mesolithische Freilandstation. | D-3-6339-0021 |      |
| Waldthurn (Standort) | Archäologische Befunde des Mittelalters und der frühen Neuzeit im Bereich der katholischen Pfarrkirche St. Sebastian, ehemals St. Jodok in Waldthurn, darunter die Spuren von Vorgängerbauten bzw. älterer Bauphasen. | D-3-6339-0053 |      |
| Waldthurn (Standort) | Archäologische Befunde und Funde der abgegangenen mittelalterlichen Burg Waldthurn. | D-3-6339-0054 |      |
| Waldthurn (Standort) | Archäologische Befunde der frühen Neuzeit im Bereich des ehemaligen Schlosses von Waldthurn. | D-3-6339-0109 |      |
| Waldthurn (Standort) | Mesolithische Freilandstation. | D-3-6340-0013 |      |
| Waldthurn (Standort) | Mesolithische Freilandstation. | D-3-6340-0058 |      |
| Waldthurn (Standort) | Mesolithische Freilandstation. | D-3-6340-0059 |      |
| Waldthurn (Standort) | Mesolithische Freilandstation. | D-3-6340-0060 |      |